# Erbach (Landschaftsschutzgebiet)
Das Landschaftsschutzgebiet Erbach ist ein mit Verordnung der Unteren Naturschutzbehörde beim Landratsamt Alb-Donau-Kreis vom 30. Mai 2005 ausgewiesenes Landschaftsschutzgebiet (LSG-Nummer 4.25.136).

## Lage und Beschreibung
Das 729,4197 Hektar große Gebiet besteht aus mehreren Teilen und umgibt die Gemeinde Erbach nahezu vollständig. Das Gebiet gehört zu den Naturräumen Hügelland der unteren Riß und Mittlere Flächenalb.
Laut Steckbrief handelt es sich um typische, Landschaftsbild prägende und ökologisch wertvolle Kulturlandschaftselemente mit einem markanten Hangbereich und kleinräumiger, abwechslungsreicher Landnutzung. Lokal, regional und überregional bedeutsamer Erholungsraum.
Teile des FFH-Gebiets Donau zwischen Munderkingen und Ulm und nördliche Iller sowie das Naturdenkmal 3 Donaualtarme bei den Gewannen Bruckgrieß, Unteres Ried und Seelwiesen liegen im Landschaftsschutzgebiet.

## Schutzzweck
Schutzzweck ist gemäß Schutzgebietsverordnung
Beim Landschaftsteil Donauhalde „Weihenäcker“, östlich Erbach
- die durch den markanten Hangbereich und die kleinräumige, abwechslungsreiche Landnutzung bedingte Eigenart, Vielfalt und Schönheit der Donauhalde zu erhalten,
- die für die Donauhalde typischen, Landschaftsbild prägende und ökologisch wertvollen Kulturlandschaftselemente wie Feldhecken, Feldgehölze, Feldraine, Streuobstwiesen, Einzelbäume, Baumgruppen, Wassergräben, Feuchtwiesen, Röhrichte und Hochstaudenfluren zu erhalten;
- die unverbauten und landschaftsästhetisch wertvollen Teile des Donautals als lokal, regional und überregional bedeutsamen Erholungsraum zu erhalten.

Beim Landschaftsteil Donauhalde „Obere Halde“, zwischen Erbach und Donaurieden
- die durch den markanten Hangbereich und die kleinräumige, abwechslungsreiche Landnutzung bedingte Eigenart, Vielfalt und Schönheit der Donauhalde zu erhalten,
- die für die Donauhalde typischen, Landschaftsbild prägende und ökologisch wertvollen Kulturlandschaftselemente wie Feldhecken, Feldgehölze, Feldraine, Streuobstwiesen, Einzelbäume, Baumgruppen, Wassergräben, Feuchtwiesen, Röhrichte und Hochstaudenfluren zu erhalten;
- die unverbaute und landschaftsästhetisch wertvolle Teile des Donautals als lokal, regional und überregional bedeutsamen Erholungsraum zu erhalten.

Beim Landschaftsteil Donauhalde „Unter dem Häldele“, westlich Donaurieden
- die durch den markanten Hangbereich und die kleinräumige, abwechslungsreiche Landnutzung bedingte Eigenart, Vielfalt und Schönheit der Donauhalde zu erhalten,
- die für die Donauhalde typischen, Landschaftsbild prägende und ökologisch wertvollen Kulturlandschaftselemente wie Feldhecken, Feldgehölze, Feldraine, Streuobstwiesen, Einzelbäume, Baumgruppen, Wassergräben, Feuchtwiesen, Röhrichte und Hochstaudenfluren zu erhalten
- die unverbauten und landschaftsästhetisch wertvollen Teile des Donautals als lokal, regional und überregional bedeutsamen Erholungsraum zu erhalten.

Beim Landschaftsteil Taubes Ried
- die durch einzelne, herausragende Landschaftselemente, den ökologisch wertvollen Naturhaushalt und die kleinräumige, abwechslungsreiche Landnutzung bedingte Vielfalt, Eigenart und Schönheit der Donauaue "Taubes Ried' als Teil der Gemeindeübergreifenden Donauaue zu erhalten;
- die in der Donauaue liegenden Altwasserreste der Donau mit ihrer typischen Wasser- und Ufervegetation als Lebensraum für Pflanzen und Tiere zu erhalten;
- die Auewiesen als Lebensraum für zahlreiche Wiesenbrüter zu erhalten und weiter zu entwickeln,
- die für die Donauaue typischen, Landschaftsbild prägende und ökologisch wertvollen Kulturlandschaftselemente wie Feldhecken, Feldgehölze, Feldraine, Einzelbäume, Baumgruppen, Auewaldreste, Ufergehölze, Altwasserreste, Wassergräben, Röhrichte, Riedflächen, Hochstaudenfluren und Verlandungszonen zu erhalten;
- die unverbauten und landschaftsästhetisch wertvollen Teile des Donautals als lokal, regional und überregional bedeutsamen Erholungsraum zu erhalten.

Beim Landschaftsteil Donautal
- die durch das reich strukturierte Landschaftsbild, den ökologisch wertvollen Naturhaushalt, die kleinräumige, abwechslungsreiche Landnutzung, die gut entwickelten Ufergehölze, die zusammenhängende Seenplatte sowie die angrenzende Donau mit ihren Altarmen bedingte Vielfalt, Eigenart und Schönheit des Donautals zu erhalten;
- die in der Donauaue liegenden Altarme der Donau mit ihrer typischen Wasser- und Ufervegetation, Hochstaudenfluren und Verlandungszonen als Lebensraum für Pflanzen und Tiere zu erhalten;
- die Auewiesen als Lebensraum für zahlreiche Wiesenbrüter zu erhalten und weiter zu entwickeln;
- die für die Donauaue typischen, Landschaftsbild prägenden und ökologisch wertvollen Kulturlandschaftselemente wie Feldhecken, Feldgehölze, Feldraine, Streuobstwiesen, Einzelbäume, Baumgruppen, Auewaldreste, Ufergehölze, Altarme, Wassergräben, Röhrichte, Riedflächen, Hochstaudenfluren und Verlandungszonen zu erhalten;
- die unverbauten und landschaftsästhetisch wertvollen Teile des Donautals als lokal, regional und überregional bedeutsamen Erholungsraum zu erhalten.